# Râul Valea Mare, Nimăiești
Râul Valea Mare este un curs de apă, unul din cele două brațe care formează Râul Valea Nimăieștilor. 
Cursul superior al râului, amonte de confluența cu râul Valea Frapținilor este denumit și Râul Valea Zăpozilor

## Hărți
- Harta Munților Vlădeasa
- Harta munții Bihor-Vlădeasa  Arhivat în 9 iunie 2008, la Wayback Machine.
- Harta munții Apuseni